# Stade de Sarh
Stade de Sarh – to wielofunkcyjny stadion w Sarh w Czadzie. Jest obecnie używany głównie dla meczów piłki nożnej oraz zawodów lekkoatletycznych.